# 3121
3121 är ett album av Prince som släpptes i mars 2006.
År 2004 gjorde Prince comeback med albumet Musicology. 3121 byggde vidare på den framgången. 3121 blev det första Prince-albumet att gå direkt in på förstaplatsen på amerikanska albumlistan Billboard 200. Albumet sålde 183 000 exemplar första veckan i USA. 
Första singeln "Te Amo Corazón" släpptes i december 2005. Musikvideon regisserades av skådespelerskan Salma Hayek. Under år 2006 gjorde Prince ett antal framträdanden där han framförde låtar från sitt nya album. I maj 2006 till exempel gjorde Prince ett framträdande i American Idol där han framförde "Lolita" och "Satisfied" från albumet.

## Låtlista
1. "3121"
2. "Lolita"
3. "Te Amo Corazón"
4. "Black Sweat"
5. "Incense And Candles"
6. "Love"
7. "Satisfied"
8. "Fury"
9. "The Word"
10. "Beautiful, Loved And Blessed" (duett med Támar)
11. "The Dance"
12. "Get On The Boat"

## Singlar
- "Te Amo Corazón" (#67 Hot R&B/Hip-Hop Songs, Billboard)
- "Black Sweat" (#60 The Billboard Hot 100)
- "Fury"